# سوزش ادرار
سوزش ادرار یا دُش‌میزی (به انگلیسی: Dysuria) به معنی احساس سوزش و درد هنگام دفع ادرار است.

## واژه‌شناسی
دُش‌میزی مشتق از پیشوند «دُش» به معنی بدی و زشتی و «میزی» اسم مصدر از «میختن» (میزیدن) به معنی ادرار کردن است تشکیل شده‌است.

## علل
علل مختلفی می‌تواند موجب سوزش ادرار شود. از جمله علل آن بیماری‌های ادراری مانند عفونت ادراری و سیستیت، سنگ کلیه، سنگ مثانه و بزرگی پروستات می‌باشند. علل زیر مهم ترین دلایل سوزش ادرار به شمار می روند:
- وارد شدن صدمه یا ضربه موضعی به ناحیه مجاری ادراری
- عفونت‌های مقاربتی
- ایجاد انسداد در مجاری ادرار در اثر بزرگ‌شدن پروستات
- استفاده مداوم از مواد شوینده یا آرایشی در تماس با مجاری ادرار
- عارضه‌های عصبی منجر به تخلیه مثانه
- بروز سرطان مثانه، پروستات، واژن یا آلت تناسلی
- ایجاد زخم در مجاری ادرار
- عوارض ناشی از مصرف داروهای ضد سرطان
- فعالیت‌های ورزشی طولانی ‌مدت مانند سوارکاری یا دوچرخه سواری[۴]

عفونت ادراری اغلب موجب سوزش ادرار و تکرر ادرار می‌شود.

## روش های خانگی درمان سوزش ادرار
درمان خانگی نیز در کنار دارو برای سوزش ادرار اثرگذار است. در این قسمت  5 مورد از مهم‌ترین روش‌های درمان خانگی سوزش ادرار که از سوی پزشکان نیز مورد تأیید قرار گرفته است را بررسی می کنیم.
1. نوشیدن آب بیشتر
2. استفاده از کمپرس گرم
3.سرکه سیب و تاثیر شگفت انگیز در درمان عفونت ادراری
4.جوش شیرین برای رفع سوزش ادراری
5.مصرف زنجبیل